# Campoletis heliae
Campoletis heliae là một loài tò vò trong họ Ichneumonidae.